# Марко Перович (футболіст, 2006)
Ма́рко Пе́рович (чорн. Marko Perović; нар. 5 березня 2006) — чорногорський футболіст, півзахисник іспанського клубу «Альмерія».

## Клубна кар'єра

### «Будучност»
Вихованець клубу «Будучност». 16 листопада 2022 року дебютував за «Будучност» в матчі Першої ліги проти тиватського «Арсенала», вийшовши на заміну Василіє Терзичу.

### «Єзеро»
23 січня 2024 року на правах оренди перейшов в «Єзеро» до кінця сезону. 24 лютого дебютував за нову команду в матчі проти «Єдинства». Всього за час оренди провів 15 поєдинків, дійшовши з командою до фіналу Кубка Чорногорії, де вона в підсумку поступилась «Будучності».

### «Альмерія»
13 серпня 2024 року підписав трирічний контракт з іспанською «Альмерією», де відразу був переведений до резервної команди, що виступає в Сегунді Федерасьйон. 31 серпня дебютував за «Альмерію Б» в матчі Сегунди Федерасьйон проти «Агіласа». 8 вересня 2024 року в поєдинку проти «Ліненсе» забив свій перший гол за клуб.
26 листопада 2024 року дебютував в основному складі «Альмерії» в матчі Сегунди проти «Кордови», вийшовши на заміну Арнау Пуджмалю.

## Кар'єра в збірній
Виступав за збірні Чоргогорії до 17, до 18 і до 19 років. В червні 2025 року потрапив в заявку збірної до 19 років на юнацький чемпіонат Європи в Румунії. На турнірі провів два матчі, а його команда не вийшла з групи.

## Статистика виступів
Станом на 27 квітня 2025 
| Клуб              | Сезон             | Чемпіонат           | Чемпіонат | Чемпіонат | Кубок | Кубок | Єврокубки | Єврокубки | Всього | Всього |
| Клуб              | Сезон             | Дивізіон            | Матчі     | Голи      | Матчі | Голи  | Матчі     | Голи      | Матчі  | Голи   |
| ----------------- | ----------------- | ------------------- | --------- | --------- | ----- | ----- | --------- | --------- | ------ | ------ |
| Будучност         | 2022–23           | Перша ліга          | 1         | 0         | 0     | 0     | 0         | 0         | 1      | 0      |
| Будучност         | 2023–24           | Перша ліга          | 2         | 0         | 1     | 0     | 0         | 0         | 3      | 0      |
| Будучност         | Всього            | Всього              | 3         | 0         | 1     | 0     | 0         | 0         | 4      | 0      |
| Єзеро             | 2023–24           | Перша ліга          | 15        | 0         | 3     | 0     | —         | —         | 18     | 0      |
| Єзеро             | 2024–25           | Перша ліга          | 1         | 0         | 0     | 0     | —         | —         | 1      | 0      |
| Єзеро             | Всього            | Всього              | 16        | 0         | 3     | 0     | 0         | 0         | 19     | 0      |
| Альмерія Б        | 2024–25           | Сегунда Федерасьйон | 14        | 3         | —     | —     | —         | —         | 14     | 3      |
| Альмерія          | 2024–25           | Сегунда Дивізіон    | 6         | 0         | 2     | 0     | —         | —         | 8      | 0      |
| Всього за кар'єру | Всього за кар'єру | Всього за кар'єру   | 49        | 3         | 6     | 0     | 0         | 0         | 55     | 3      |

## Досягнення
«Будучност»
- Чемпіон Чорногорії: 2022–23[14]